# Ehretia
Ehretia är ett släkte av strävbladiga växter. Ehretia ingår i familjen strävbladiga växter.

## Bildgalleri

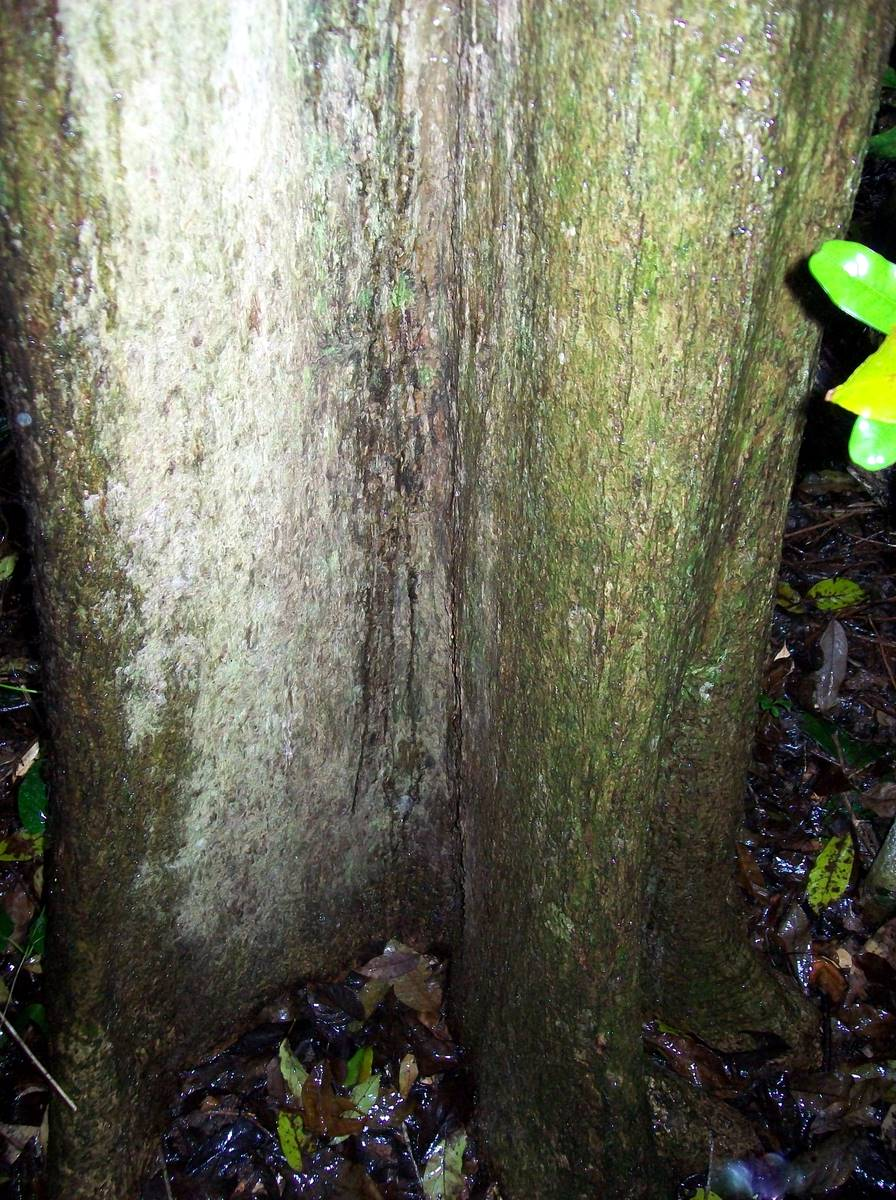
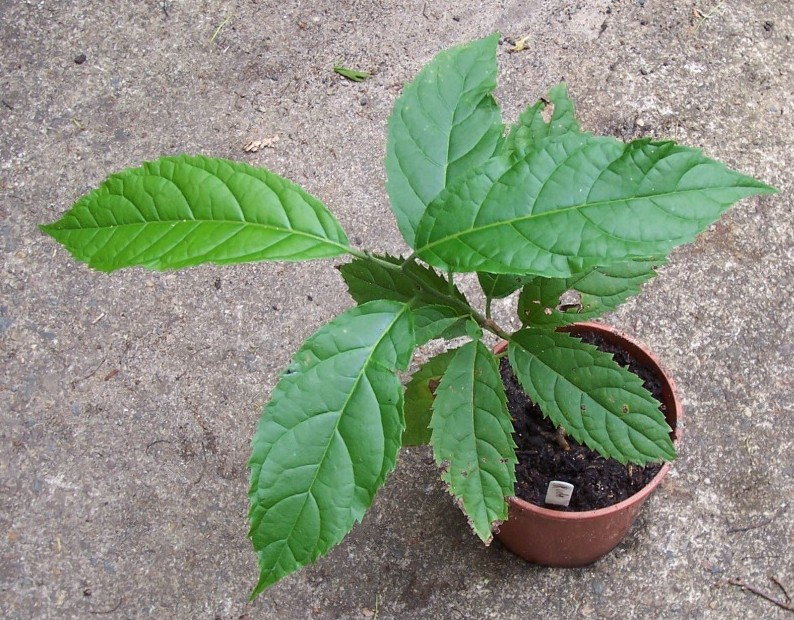
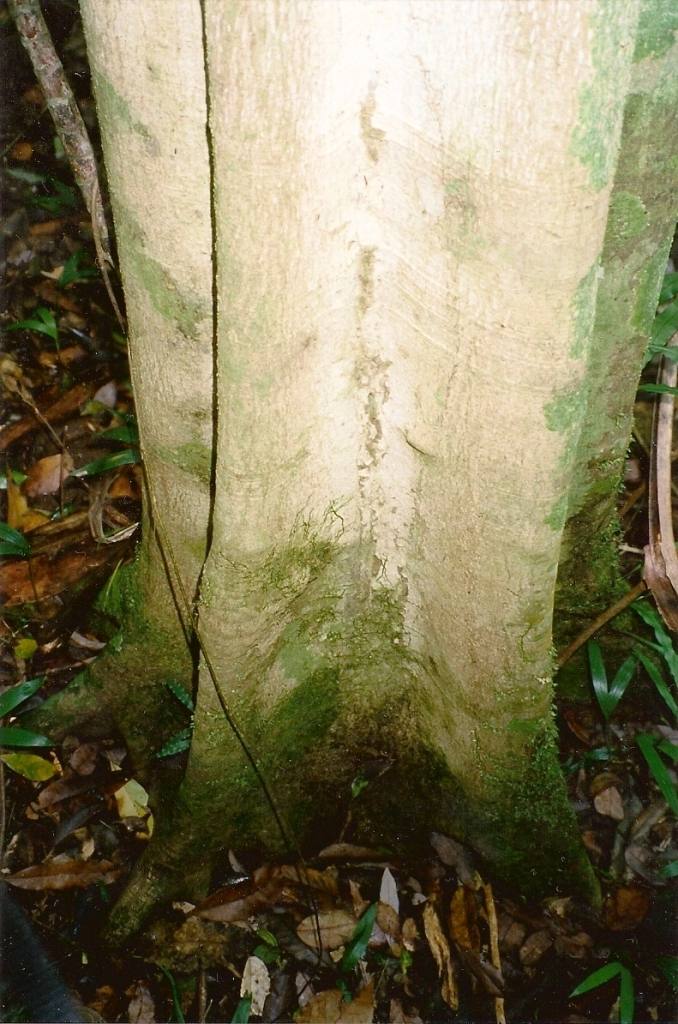
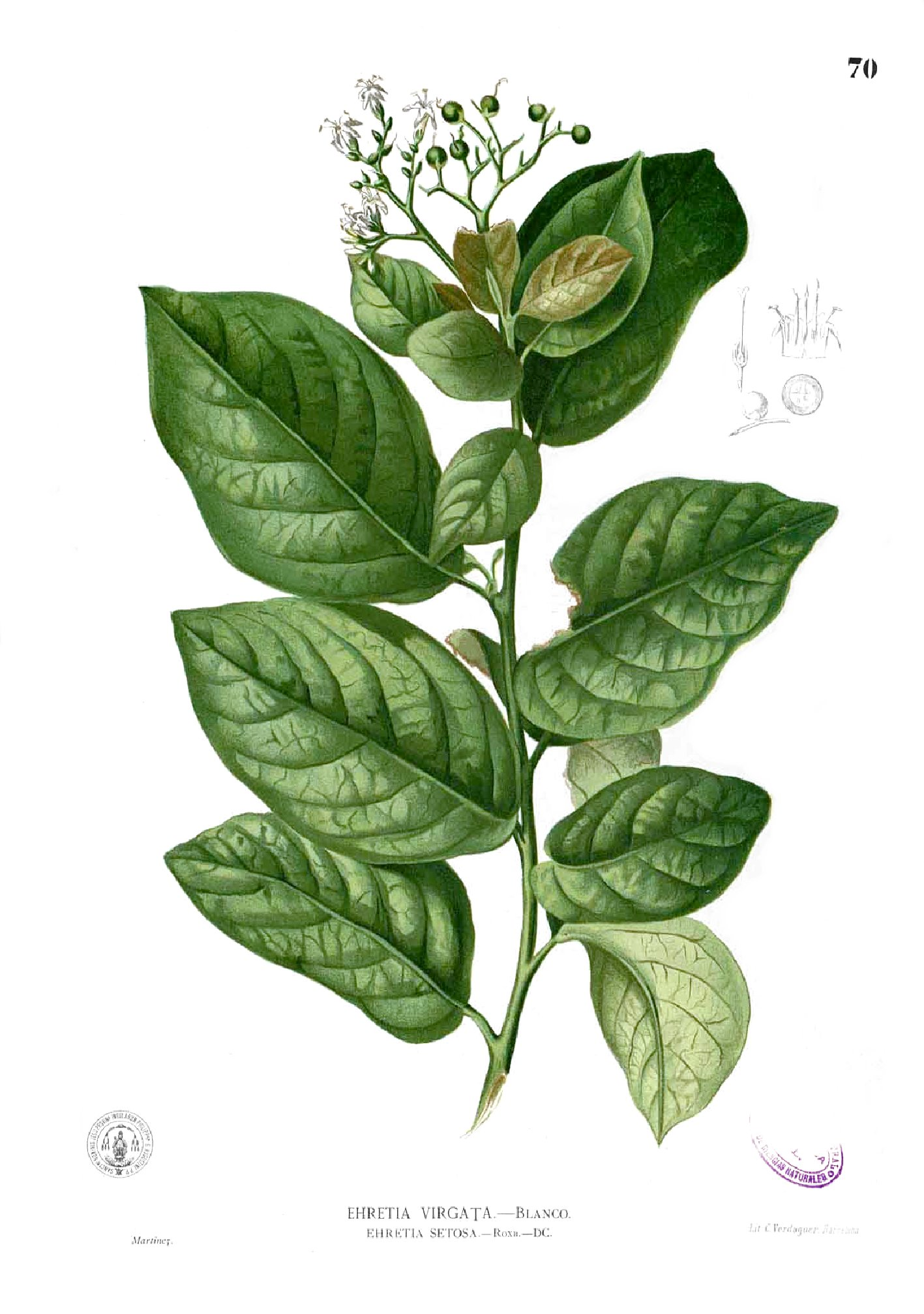
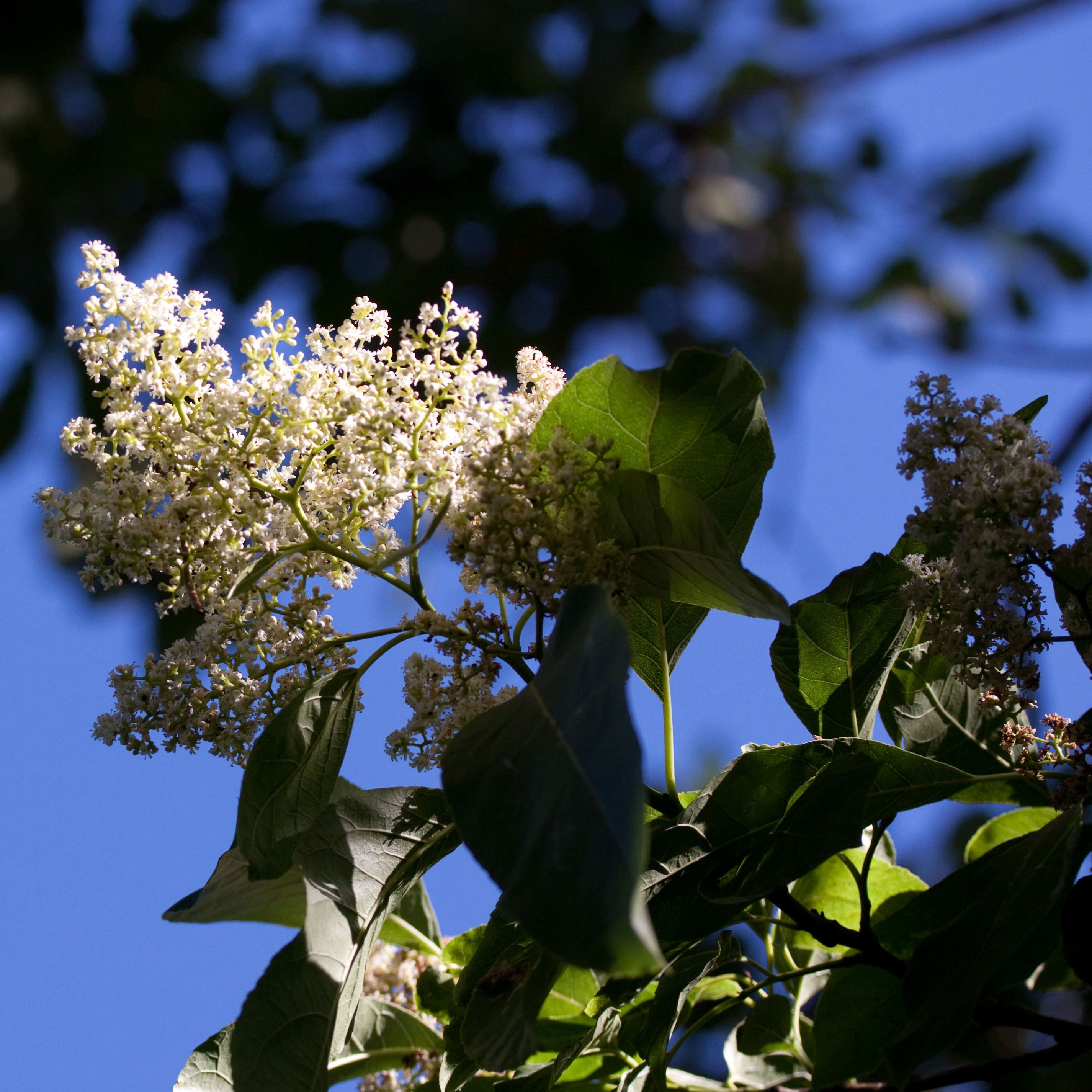
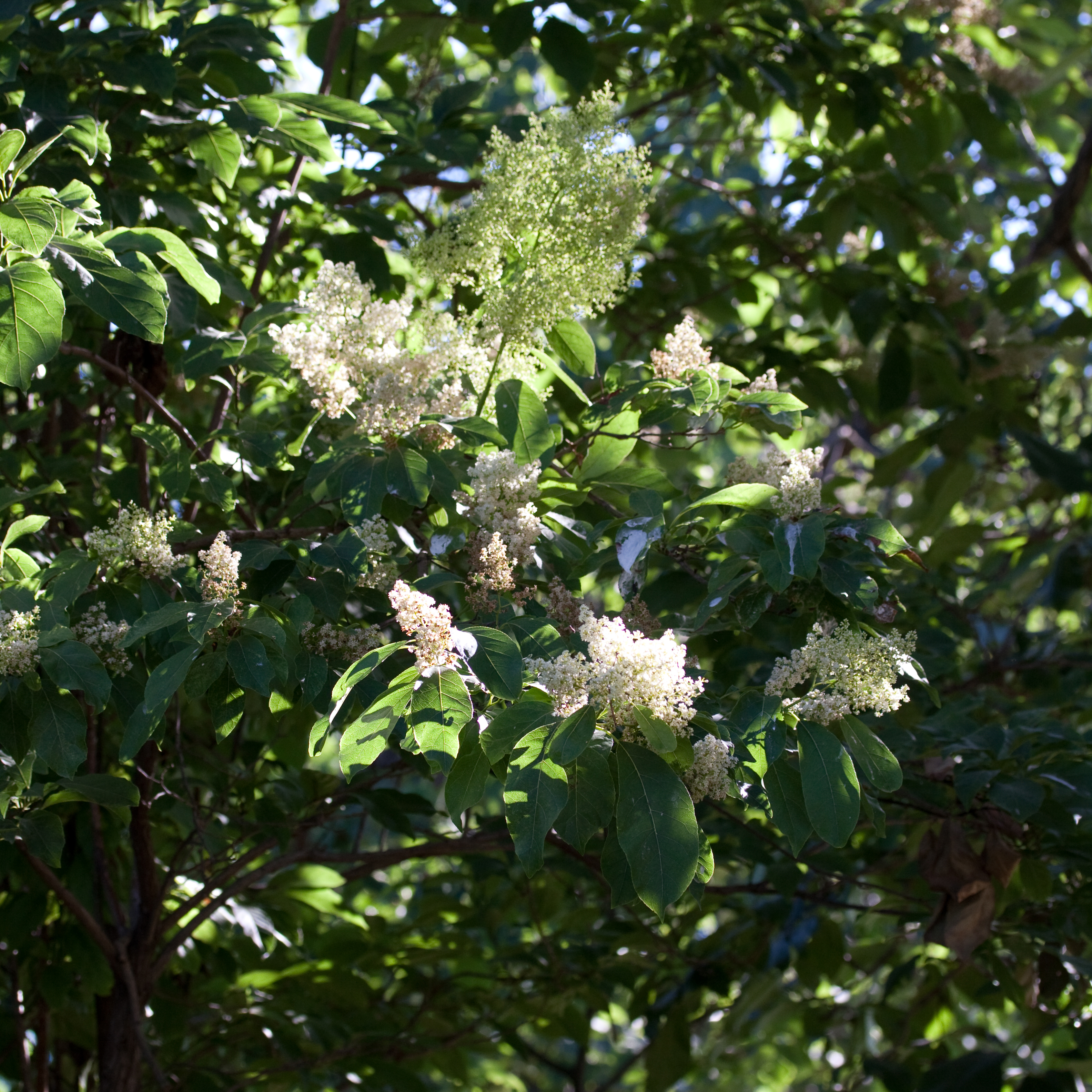

## Dottertaxa tillEhretia, i alfabetisk ordning[1]
- Ehretia acuminata
- Ehretia alba
- Ehretia amoena
- Ehretia anacua
- Ehretia angolensis
- Ehretia aquatica
- Ehretia aspera
- Ehretia asperula
- Ehretia australis
- Ehretia bakeri
- Ehretia braunii
- Ehretia changjiangensis
- Ehretia confinis
- Ehretia cortesia
- Ehretia corylifolia
- Ehretia cymosa
- Ehretia decaryi
- Ehretia densiflora
- Ehretia dichotoma
- Ehretia dicksonii
- Ehretia dolichandra
- Ehretia dunniana
- Ehretia exsoluta
- Ehretia glandulosissima
- Ehretia grahamii
- Ehretia hainanensis
- Ehretia indica
- Ehretia janjalle
- Ehretia javanica
- Ehretia kaessneri
- Ehretia keyensis
- Ehretia laevis
- Ehretia latifolia
- Ehretia longiflora
- Ehretia lycioides
- Ehretia macrophylla
- Ehretia meyersii
- Ehretia microcalyx
- Ehretia microphylla
- Ehretia moluccana
- Ehretia namibiensis
- Ehretia obtusifolia
- Ehretia ovalifolia
- Ehretia papuana
- Ehretia parallela
- Ehretia philippinensis
- Ehretia phillipsonii
- Ehretia pingbianensis
- Ehretia psilosiphon
- Ehretia resinosa
- Ehretia rigida
- Ehretia rosea
- Ehretia saligna
- Ehretia seyrigii
- Ehretia siamensis
- Ehretia silvana
- Ehretia takaminei
- Ehretia timorensis
- Ehretia tinifolia
- Ehretia trachyphylla
- Ehretia tsangii
- Ehretia uniflora
- Ehretia urceolata
- Ehretia wallichiana
- Ehretia wightiana
- Ehretia winitii